# Meridià 89 a l'est
El meridià 89 a l'est de Greenwich és una línia de longitud que s'estén des del pol Nord travessant l'oceà Àrtic, Àsia, l'oceà Índic, l'oceà Antàrtic i l'Antàrtida fins al pol Sud.
El meridià 89 a l'est forma un cercle màxim amb el meridià 91 a l'oest. Com tots els altres meridians, la seva longitud correspon a una semicircumferència terrestre, uns 20.003,932 km. Al nivell de l'Equador, és a una distància del meridià de Greenwich de 9.907 km.

## De Pol a Pol
Començant en el pol Nord i dirigint-se cap al pol Sud, aquest meridià travessa:
| Coordenades                             | País, territori o mar        | Notes |
| --------------------------------------- | ---------------------------- | --- |
| 90° 0′ N, 89° 0′ E / 90.000°N,89.000°E  | Oceà Àrtic                   | |
| 81° 9′ N, 89° 0′ E / 81.150°N,89.000°E  | Mar de Kara                  | |
| 77° 8′ N, 89° 0′ E / 77.133°N,89.000°E  | Rússia                       | Krai de Krasnoiarsk — illes Kírov |
| 76° 58′ N, 89° 0′ E / 76.967°N,89.000°E | Mar de Kara                  | |
| 75° 26′ N, 89° 0′ E / 75.433°N,89.000°E | Rússia                       | Krai de Krasnoiarsk Óblast de Tomsk — des 57° 58′ N, 89° 0′ E / 57.967°N,89.000°E Krai de Krasnoiarsk — des 57° 30′ N, 89° 0′ E / 57.500°N,89.000°E Óblast de Kémerovo — des 56° 18′ N, 89° 0′ E / 56.300°N,89.000°E Krai de Krasnoiarsk — des 55° 41′ N, 89° 0′ E / 55.683°N,89.000°E Khakàssia — des 55° 19′ N, 89° 0′ E / 55.317°N,89.000°E Óblast de Kémerovo — des 54° 18′ N, 89° 0′ E / 54.300°N,89.000°E Khakàssia — des 53° 41′ N, 89° 0′ E / 53.683°N,89.000°E Óblast de Kémerovo — des 53° 17′ N, 89° 0′ E / 53.283°N,89.000°E Khakàssia — des 53° 4′ N, 89° 0′ E / 53.067°N,89.000°E Óblast de Kémerovo — des 52° 58′ N, 89° 0′ E / 52.967°N,89.000°E Khakàssia — des 52° 32′ N, 89° 0′ E / 52.533°N,89.000°E Tuvà — des 51° 34′ N, 89° 0′ E / 51.567°N,89.000°E República de l'Altai — des 51° 11′ N, 89° 0′ E / 51.183°N,89.000°E |
| 49° 29′ N, 89° 0′ E / 49.483°N,89.000°E | Mongòlia                     | |
| 48° 4′ N, 89° 0′ E / 48.067°N,89.000°E  | República Popular de la Xina | Xinjiang Tibet — des 36° 19′ N, 89° 0′ E / 36.317°N,89.000°E |
| 27° 30′ N, 89° 0′ E / 27.500°N,89.000°E | Bhutan                       | |
| 26° 56′ N, 89° 0′ E / 26.933°N,89.000°E | Índia                        | Bengala Occidental |
| 26° 25′ N, 89° 0′ E / 26.417°N,89.000°E | Bangladesh                   | per uns 13 km |
| 26° 18′ N, 89° 0′ E / 26.300°N,89.000°E | Índia                        | Bengala Occidental - per uns 7 km |
| 26° 14′ N, 89° 0′ E / 26.233°N,89.000°E | Bangladesh                   | |
| 25° 19′ N, 89° 0′ E / 25.317°N,89.000°E | Índia                        | Bengala Occidental - per uns 4 km |
| 25° 16′ N, 89° 0′ E / 25.267°N,89.000°E | Bangladesh                   | |
| 22° 28′ N, 89° 0′ E / 22.467°N,89.000°E | Índia                        | Bengala Occidental - per uns 6 km |
| 22° 25′ N, 89° 0′ E / 22.417°N,89.000°E | Bangladesh                   | per uns 11 km |
| 22° 19′ N, 89° 0′ E / 22.317°N,89.000°E | Índia                        | Bengala Occidental |
| 21° 37′ N, 89° 0′ E / 21.617°N,89.000°E | Oceà Índic                   | |
| 60° 0′ S, 89° 0′ E / 60.000°S,89.000°E  | Oceà Antàrtic                | |
| 66° 20′ S, 89° 0′ E / 66.333°S,89.000°E | Antàrtida                    | Territori Antàrtic Australià, reclamada per Austràlia |